# Valdo Williams
Valdo Williams (* 1929 in Kanada; † 2010) war ein US-amerikanischer Jazzpianist. Eines seiner Vorbilder war Thelonious Monk.

## Leben und Wirken
Williams’ Vater war Chirurg, in dessen Haus in New York sich zwei Pianos befanden. In seiner Jugend spielte Williams dort mit seinen Freunden Herbie Nichols und Randy Weston. Bereits 1948 soll er in New York erste Versuche mit freien Spielformen im Jazzidiom unternommen haben. Sonny Rollins und Jackie McLean wurden in dieser Zeit auf seine Improvisationen aufmerksam.
Anfang der 1950er Jahre lebte Williams in Montreal, wo er mit dem Bassisten Bob Rudd auftrat. Im Laufe seiner Karriere entstanden nur wenige Aufnahmen; im Februar 1953 trat er mit Charlie Parker, Dick Garcia und Hal Gaylor bei der Fernsehshow Jazz Workshop des kanadischen Senders CBC-TV auf. Williams spielte und arrangierte in dieser Zeit Musik von Charlie Parker oder die mit ihm in Verbindung stand. Im Januar 1957 gehörte er dem Trio von David Amram mit Dennis Charles an, das im Five Spot spielte und für einen Monat um John Ore erweitert wurde; teilweise spielte auch der Bassist Ahmed Abdul-Malik mit. Lester Young, der 1958 mit Williams im Five Spot über einen längeren Zeitraum auftrat, ermutigte den Pianisten zu seinen solistischen Erkundungen: „Don't give up. Don't never give up.“
Aufnahmen mit Williams als Begleitmusiker entstanden im März 1963 mit Hal Singer und Dick Vance. Im August 1964 trat Williams mehrfach, im Cellar Coffee mit seinem Trio und Bill Dixon und in einem New Yorker Coffeeshop mit Alan Silva und Schlagzeuger Gerald Splivvy McKeever auf; einmal stieg Albert Ayler ein. Am 4. Oktober 1964 spielte er in einem der Konzerte der October Revolution in Jazz mit seinem Trio. 1965 wirkte er als Musiker bei einem Theaterstück über einen Jazzmusiker nach einem Buch von Robert Reisner mit. Schlagzeuger Barry Altschul spielte zuerst (1963) in der Band von Williams.
Williams nahm im Dezember 1966 unter eigenem Namen vier vom Free Jazz beeinflusste Eigenkompositionen für das Label Savoy Records auf. Seine Mitspieler auf dem Album New Advanced Jazz  waren der Bassist Reggie Johnson und der Schlagzeuger Stu Martin. Im Februar 1967 kündigt der Down Beat ein Konzert von Williams’ New Advanced Jazz Trio an; danach verliert sich seine Spur. Im Bereich des Jazz wirkte Williams zwischen 1953 und 1966 bei sechs Aufnahmesessions mit.